# Ramón (ur. 1950)
Ramón, właśc. Ramón da Silva Ramos (ur. 12 marca 1950 w Sirinhaem) – piłkarz brazylijski, występujący podczas kariery na pozycji pomocnika.

## Kariera klubowa
Karierę piłkarską Ramón rozpoczął w klubie Santa Cruz Recife w 1969. W barwach Santa Cruz zadebiutował 18 maja 1969 w wygranym 3-1 towarzyskim meczu z Central Caruaru. W lidze brazylijskiej zadebiutował 7 sierpnia 1971 w przegranym 1-4 meczu z Corinthians Paulista. Z Santa Cruz pięciokrotnie zdobył mistrzostwo stanu Pernambuco – Campeonato Pernambucano w 1969, 1970, 1971, 1972 i 1973.
Indywidualnie Ramón z 21 bramkami był królem strzelców ligi brazylijskiej w 1973. Łącznie w barwach Cobra Coral rozegrał 377 spotkań, w których strzelił 148 bramek. W 1976 krótko występował w SC Internacional i Sporcie Recife, z którego trafił do CR Vasco da Gama. Z Vasco zdobył mistrzostwo stanu Rio de Janeiro – Campeonato Carioca w 1977.
W latach 1979–1981 Ramón występował w Goiás EC, a w latach 1981-1983 w Cearze Fortaleza, z którą zdobył mistrzostwo stanu Ceará – Campeonato Cearense w 1981.  W barwach Ceary 31 marca 1982 w przegranym 0-2 meczu z Fluminense FC Ramón wystąpił po raz ostatni w lidze brazylijskiej. Ogółem w latach 1971-1982 wystąpił w lidze w 192 meczach, w których strzelił 71  bramek. Karierę zakończył w Brasílii FC w 1985.